# جعفر البرجمي
جعفر بن محمد بن عمار البرجمي (توفي 866) كان قاضي القضاة في الخلافة العباسية. يوصف بأنه فرد من عائلة أصلها من الكوفة وعمل قاضياً في واسط قبل تعيينه في قضاء الكوفة في 849/50 كبديل لقضاء مهنا غسان بن محمد المروزي. في عام 863 أو 864 تم ترقيته إلى منصب رئيس القضاة من قبل الخليفة المستعين وشغل هذا المنصب حتى وفاته في عام 866 م.

## ملحوظات
1. ↑  Waki' n.d.; Al-Khatib al-Baghdadi 2001; Melchert 1996; Moukdad 1971.
2. ↑  Yarshater 1985–2007; Waki' n.d.; Al-Khatib al-Baghdadi 2001; Moukdad 1971. But see also Melchert 1996, who, citing Waki', p. 303, casts doubt on him actually receiving the chief judgeship title.
3. ↑  Al-Khatib al-Baghdadi 2001; Moukdad 1971